# Graphania griseipennis
Graphania griseipennis är en fjärilsart som beskrevs av Felder 1874. Graphania griseipennis ingår i släktet Graphania och familjen nattflyn. Inga underarter finns listade i Catalogue of Life.